# Distrikt Yuracyacu
Der Distrikt Yuracyacu liegt in der Provinz Rioja in der Region San Martín im zentralen Norden von Peru. Der Distrikt wurde am 9. Dezember 1935. Er besitzt eine Fläche von 62,1 km². Beim Zensus 2017 wurden 3904 Einwohner gezählt. Im Jahr 1993 lag die Einwohnerzahl bei 4624, im Jahr 2007 bei 4267. Sitz der Distriktverwaltung ist die 816 m hoch gelegene Kleinstadt Yuracyacu mit 3478 Einwohnern (Stand 2017). Yuracyacu befindet sich 16 km nordnordwestlich der Provinzhauptstadt Rioja.

## Geographische Lage
Der Distrikt Yuracyacu liegt in den östlichen Voranden im Osten der Provinz Rioja. Der Distrikt befindet sich am rechten Flussufer des nach Süden später nach Osten fließenden Río Mayo. Dessen rechter Nebenfluss Río Yuracyacu durchquert das Areal in überwiegend östlicher Richtung.
Der Distrikt Yuracyacu grenzt im äußersten Süden an den Distrikt Rioja, im Südwesten und im Westen an die Distrikte Elías Soplín Vargas und Nueva Cajamarca, im Nordwesten an den Distrikt San Fernando, im Nordosten an den Distrikt Moyobamba (Provinz Moyobamba) sowie im Südosten an den Distrikt Pósic.